# Johann Heinrich Samuel Formey
Johann Heinrich Samuel Formey, né le 31 mai 1711 à Berlin où il est mort le 7 mars 1797, est un pasteur et homme de lettres allemand.

## Biographie
Issu d’une famille de huguenots réfugiés français originaire de Dampierre-sur-Moivre, Formey perdit sa mère à l’âge de trois ans et fut élevé par deux de ses tantes. Ses dispositions s’étant manifestées de bonne heure, il fut placé, à l’âge de neuf ans, au collège français où il remporta les premiers prix dans toutes les classes. Ses humanités terminées, il passa en philosophie sous La Croze, en 1726, puis sous Achard, en 1728. En 1730, il commença ses cours de théologie sous Pelloutier, Lenfant et Beausobre.
Doué comme il l’était, d’une mémoire, d’un sens droit et d’un goût bien marqué pour l’étude et avec de tels maîtres, Formey devait faire de rapides progrès. Aussi n’avait-il pas encore accompli sa vingtième année, qu’il fut consacré au ministère par Forneret, et reçut vocation de l’église française de Brandebourg.
Il n’était rendu à son poste que depuis environ deux mois, lorsqu’il fut rappelé à Berlin, en qualité de pasteur adjoint de Forneret, à qui il succéda en 1736. L’année suivante il fut choisi pour remplacer Jean Audouy de Saumur dans la chaire de professeur d’éloquence au collège français de Berlin et, en 1739, il succéda à La Croze dans celle de philosophie.
Le mauvais état de sa santé ne lui permettant pas de remplir avec exactitude ses doubles devoirs, Formey renonça à sa place de pasteur mais sans renoncer à la prédication, car il saisissait toutes les occasions de monter en chaire et calcula, sur la fin de sa vie, qu’il avait prêché 1 517 fois. Son successeur fut Jean-Henri de Boistiger.
Les leçons de Formey et ses travaux littéraires établirent en peu d’années sa réputation sur des bases assez solides pour que, lors de l’organisation de l’Académie royale des sciences de Prusse, en 1744, on lui offrit les fonctions de secrétaire de la classe de philosophie et conseiller privé qu’il accepta comme il accepta encore, en 1745, la charge d’historiographe et celle de traducteur au département des affaires étrangères. Il ne remplit cette dernière place que deux ans, mais, en 1748, sur la proposition de Maupertuis, il fut nommé secrétaire unique et perpétuel de l’Académie de Berlin. Enfin, vers la fin de sa vie, en 1781, il obtint le fauteuil de directeur de la classe de philosophie.
À ces emplois académiques, il en joignit d’autres qui lui furent donnés en diverses occasions. En 1778, la princesse douairière de Wurtemberg le choisit pour secrétaire de ses commandements, et après la mort de cette princesse, la cour de Mecklembourg-Schwerin le nomma son agent. Il remplit aussi différentes charges auprès de la colonie française, entre autres, celle de directeur de la Maison d’Orange, et de la liaison de charité, dont il fit la dédicace le 19 septembre 1747, pais celle de conseiller privé du directoire supérieur, à laquelle il parvint en 1772. Il devint membre de la Royal Society le 25 janvier 1750
Quoique de santé délicate, Formey remplit ses nombreux devoirs avec toute l’activité et la ponctualité désirables jusque dans les dernières années de sa vie, où une paralysie des jambes le confina dans son cabinet et le condamna à ne plus s’occuper que de ses travaux littéraires.
Ayant énormément écrit, et dans tous les genres, sans en excepter la politique, les ouvrages de Formey, auquel les hommes les plus distingués de son siècle se plurent à prodiguer des éloges, composeraient une bibliothèque. On y remarque, dit Bartholmèss, dans son Histoire philosophique de l’académie de Prusse (Paris, 1851, 2 vol. in-8°), une érudition variée et choisie, un sens droit et ferme, beaucoup de modération et de franchise, un esprit aimable et doux. Dans son Éloge de Formey, Merian loue également les qualités du style qui est clair, précis, léger, coulant ; il aurait pu ajouter simple jusqu’à la négligence, car, écrivant pour de l’argent, Formey ne se donnait pas beaucoup de peine. Ce défaut, au reste, ne nuisit en rien à la réputation du secrétaire de l’académie de Berlin. Non seulement ses ouvrages furent parfaitement accueillis, comme le prouvent les traductions qui en furent faites de plusieurs en allemand, néerlandais, anglais, italien ou russe. L’abbé Guillon a écrit, dans son Histoire générale de la philosophie, que la mémoire de Formey restera chère « à tous les amis de la religion, des lettres et de la vraie philosophie. »
Formey avait épousé, en 1734, Susanne Bonnafous, qu’il perdit en 1743, n’en ayant eu qu’une fille, morte de la petite vérole au printemps de son âge. Il se remaria, en 1744, avec Elisabeth Caumont d’Ausin, qui lui donna quatorze enfants, dont sept lui survécurent, cinq filles et deux fils, dont l’un entra dans la diplomatie et l’autre étudia la médecine.
Formey a donné des articles d’une érudition variée à une foule de recueils contemporains, surtout aux Mémoires de l’Académie de Berlin qui contiennent un grand nombre d’éloges, de mémoires et de ses dissertations depuis 1746 jusqu’en 1793. On citera, entre autres, l’Essai sur les songes (1746), un de ses écrits les plus remarquables ; De l’obligation de se procurer toutes les commodités de la vie  (1750) ; De la conscience (1751) ; De l’étendue de l’imagination (1754) ; Sur les allégories philosophiques (1755) ; Sur l’origine du langage, des idées et des connaissances humaines (1759) ; Sur le goût (1760) ; Sur les spectacles (1761) ; Sur l’influence de l’âme sur le corps (1764) ; Considérations sur ce qu’on peut regarder aujourd’hui comme le but principal des académies et comme leur but le plus avantageux (1767 et 68) ; Sur la culture de l’entendement (1769) ; Considérations sur l’Encyclopédie française (1770) ; Éloge de J.-B. Boyer, marquis d’Argens (1771), Discours sur la question : Pourquoi tant de personnes ont si peu de goût ou même un si grand éloignement pour tout ce qui demande l’exercice des facultés intellectuelles (1772) ; Sur la physiognomie (1775) ; Examen de la question : Si toutes les vérités sont bonnes à dire (1777) ; Sur quelques anciennes procédures contre les magiciens (1778) ; Éloge de Sulzer (1779) ; Éloge de Cochius (1780) ; Éloge de Beguelin (1788 et 89) ; Sur les rapports entre le savoir, l’esprit, le génie et le goût (1788-89) ; Sur le fanatisme (1792-93) ; etc.
Il rendit la pensée de Christian Wolff  familière au milieu encyclopédique français en donnant, en 1758, sous le titre Principes du droit de la nature et des gens des extraits substantiels du Jus naturae et du Jus gentium publiés par le philosophe allemand en 9 volumes in-quarto de 1740 à 1749. Ces extraits se terminent par une traduction résumée des Institutiones juris naturae et gentium, abrégé publié par Wolff  lui-même en 1750.   
Quelques années plus tôt, il avait été invité par Frédéric II à établir un plan de réformation de la justice qui guidera les rédacteurs du Corpus juris federicianum ou Codex juris fredericianus, dont la traduction française paraîtra en 1750-1751 sous le titre de Code Frédéric pour les États de Sa Majesté le roi de Prusse.
Indépendamment des publications périodiques dont il fut le fondateur ou le principal rédacteur, il a travaillé à l’Encyclopédie de Diderot  et à l’Encyclopédie d’Yverdon de De Felice, aux Nouvelles littéraires, au Journal encyclopédique. C’est à lui qu’on doit l’Éloge de Beausobre mis en tête de l’Histoire critique de Manichée et du Manichéisme, dont il a rédigé et publié le second volume ; et c’est encore lui qui a dirigé l’impression des Sermons de Forneret. De plus, il a annoté la traduction allemande du discours d’Apulée sur les Moyens d’être heureux (Glogau, 1768, in-8°), et mis une Préface à la Nouvelle méthode pour apprendre à lire de Palairet (Berlin, 1775, in-8°).

## Publications
- Recueil des pièces sur les affaires de l’élection du roi de Pologne, 1732, in-4°.
- Le Fidèle fortifié par la grâce, ou Sermon sur Phil. V, 13, Berlin, 1736, in-4°.
- Articles des Pacta contenta d’Auguste, traduit du latin, 1736, in-4°.
- Commerce de lettres entre deux amis, 1738, in-4°. Écrits au sujet de l’élection du roi de Pologne.
- Ducatiana ou Remarques de Le Duchat, sur divers sujets d’histoire et de littérature, Amsterdam, P. Humbert, 1738, 2 parties, en 1 vol. in-8°. La 1re partie contient les Remarques détachées et celles qui concernent le Dict. de Bayle ; la 2e, des Remarques sur divers auteurs et sur les proverbes français.
- Mercure et Minerve, ou Choix des nouvelles politiques et littéraires les plus intéressantes pour Tannée 1738, Berlin, 1738, in-8°. Cet écrit périodique qui prit, au bout de trois mois d’existence (janv. fév. et mars), le titre d’Amusements littéraires moraux et politiques, mais il cessa de paraître au mois de juillet.
- Sermons de Reinbeck, traduit de l’allemand, Berlin, 1738, in-8°.
- Correspondance entre deux amis sur la succession de Juliers et de Bergues, Berlin, 1738, in-4° ; réimp. à la suite de l’Histoire de la succession de Juliers et de Bergues ; 1739, in-12.
- Sermons sur divers textes de l’Écriture sainte, Berlin, 1739, in-8° ; Leyde, 1772, 2 vol. in-8°.
- Remarques historiques sur les médailles et les monnoyes, traduit de l’allemand de Köhler, t. 1er, Berlin, 1740, in-4°.
- Journal de Berlin ou nouvelles politiques et littéraires, Berlin, 1740, in-4°. Frédéric II fournit des articles à ce journal jusqu’à la guerre de Silésie.
- Mémoires pour servir à l’histoire et au droit public de Pologne, traduit du latin de Lengnich, La Haye, 1741, in-8° ; Francfort, 1754, in-8°.
- Vie de J.-Ph. Baratier, Utrecht, 1741, in-8°; Brunsw. 1755, in-8°.
- La Belle Wolfienne, ou Abrégé de la philosophie wolfienne, La Haye, 1741- 53, 6 vol. in-8° ; nouv. édit., avec deux Lettres philosophiques, l’une sur l’immortalité de l’âme et Vautre sur l’harmonie préétablie, La Haye, 1752-53-60, 6 vol. in-8°. Admirateur, de la philosophie de Wolf, Formey employa tous ses efforts à la répandre et la manière avec laquelle il en a éclairci les parties obscures en a accru la vogue par. Bartholmèss a porté ce jugement sur la Belle Wolfienne : « C’est une dame allemande, citoyenne de Berlin, ayant nom Espérance, qui en se promenant sur les rives de la Sprée et dans les jardins de Charlottenbourg, disserte correctement sur les divers principes de la logique et de la morale, mais qui ne produit sur le lecteur d’autre impression que celle dont à la fin elle se trouve accablée elle-même, un profond ennui. » Formey avait voulu marcher sur les traces de Fontenelle ; mais, il convint franchement lui-même qu’il resta fort au-dessous de son modèle et, mécontent de son travail, il finit par y renoncer. Au lieu de traiter la métaphysique de Wolf comme il avait traité la logique, il se borna à en donner une traduction fidèle. Texte en ligne
- Les Œuvres de François Villon, avec les notes de Clément Marot, Eusèbe de Laurière, Le Duchat et Formey, publié par Prosper Marchand, La Haye, 1742, in-8°.
- L’Anti-Saint-Pierre, Berlin, 1741, in-8° ; [s.l.], 1748, in-8°. Réfutation de l’Énigme politique où Bernardin de Saint-Pierre avait censuré la conduite du roi de Prusse comme contraire aux principes posés dans son Anti-Machiavel.
- Sermon sur la paix, Berlin, 1742, in-8°.
- Réflexions philosophiques sur l’immortalité de l’âme raisonnable, traduit de l’allemand de Reinbeck, Amst., 1744, in-8°.
- La Balance de l’Europe, traduit du latin de Kahle ; Berlin et Göttingen, 1744, in-8°.
- Panégyrique du roy, Berlin, 1745, in-4° ; traduit en allemand et en anglais.
- Nouvelle bibliothèque germanique, Amst., 1746-60, 26 vol. in-8°. Formey, qui avait déjà écrit dans la Bibliothèque germanique, devenue en 1740 le Journal littéraire, rédigea la Nouvelle Bibliothèque germanique avec de Pérard depuis 1746, et seul depuis 1750.
- Remarques sur la cour de Prusse concernant la succession d’Ost-Frise, traduit de l’allemand de Cocceii, Berlin, 1746, in-4°.
- Sermon sur les gratuités de l’Éternel, Berlin, 1746, in-8°.
- Projet d’un établissement en faveur des pauvres, Berlin, 1746, in-4°.
- Elementa philosophiæ seu Medulla Wolfiana, Berlin, 1746, in-8°.
- Conseils pour former une bibliothèque peu nombreuse, mais choisie, Berlin, 1746, in-8° ; 6e édit., 1775, in-8°. L’édition qui a été publiée à Paris en 1756, sous le titre de Berlin, offre des différences considérables avec les éditions de Prusse, l’éditeur français ayant pris sur lui de supprimer plusieurs ouvrages français imprimés à l’étranger et de les remplacer par d’autres que Formey n’avait pas cru devoir mentionner dans son livre.
- Bibliothèque critique, ou Mémoires pour servir à l’histoire littéraire ancienne et moderne, Berlin, Formery, 1746, 3 parties in-12. Formey eut Boyer d’Argens pour collaborateur.
- Essai sur la nécessité de la Révélation, Berlin, 1747, in-8°.
- La Logique des vraisemblances, Francfort, 1747, in-8°; Leyde, 1747, in-8°; trad, en allemand et en anglais.
- Recherches sur les éléments de la matière, Berlin, 1747, in-12 ; traduit en allemand. Défense des monades de Leibnitz contre Euler.
- Mémoire pour l’établissement d’une école de charité, Berlin, 1747, in-8°.
- Sermon pour la dédicace de cette école, Berlin, 1747, in-4°.
- Relations de ladite école, Berlin, 1748-56, in-4°.
- L’Idée, la règle et le modèle de la perfection, en trois sermons sur Matt. V. 48. Berlin, 1748, in-8°.
- Traité des dieux et du monde, traduit du grec de Salluste le Philosophe, avec des réflexions philosophiques et critiques, Berlin, 1748, in-8° ; réimp. avec le n° LXXIX.
- Épître à M. le comte de Manteuffel, 1748, in-8°.
- Exposition abrégée du plan du roi pour la réformation de la justice, Berlin, 1748, in-8°.
- Epistola ad eminent. cardinal. Quirinum, Berolini, 1749, in-4° ; traduit en allemand
- Pensées raisonnables opposées aux Pensées philosophiques, avec un essai de critique sur le livre des Mœurs, Berlin [Amst.], 1749, in-8°.
- Dictionnaire étymologique de Ménage, Paris et Gen., 1750, in-8°.
- Lettre de M. Gervaise Holme à l’auteur de la Lettre sur les aveugles, Cambridge [Berlin], 1750, in-8°.
- Vindiciœ reformatorum, Berol., 1750, in-8°. Ouvrage dirigé contre Quirini.
- Histoire de l’Académie des sciences de Berlin, 1750, in-4°.
- Le Système du vrai bonheur, Berlin, Paris et Genève, 1750 et 1751, in-8°.
- Le Philosophe chrétien, Leyde et Lausanne, 1750-56, 4 vol. in-8° ; traduit en allemand, Frankfort 1753-59, 4 parties in-8°. Recueil des sermons de l’auteur, mais refondus. Comme théologien, Formey se proposa pour but principal la conciliation de la dogmatique chrétienne avec la philosophie, de la foi avec la science.
- L’Abeille du Parnasse, Berlin, 1750-54, 10 vol. in-12. Recueil périodique d’opuscules en prose et en vers. Deux nouv. volumes parurent en 1757.
- Bibliothèque impartiale, Leyde, 1750-58, 18 vol. in-8°.
- Essai sur la perfection, Utrecht, [Paris], 1751, in-8°.
- Dissertation sur les raisons d’établir et d’abroger les loix, à laquelle on a joint l’Examen de l’usure suivant les principes du droit naturel, Paris [Utrecht], 1751, in-8°. D’abord publié dans les Mémoires de l’Académie de Berlin (1749).
- La Théorie de la fortune, trad. de l’allemand de Kaestner, Berlin, 1751, in-8°.
- Lettres sur la prédication, Berlin, 1753, in-8°.
- Abrégé de l’Histoire du pyrrhonisme de Crousaz. Ce travail ne fut pas livré à l’impression ; mais Haller en donna une traduction sous le titre : Prüfung der Sekte die an allem zweifelt, Göttingen, 1751, in-8°.
- Conseils d’un homme de qualité à sa fille, traduit de l’anglais, Berlin, 1753, in-8°; Liège, 1757, in-12.
- Mélanges philosophiques, Leyde, 1754, 2 vol. in-12; traduit en anglais, Londres, 1759. in-12, Sans doute le même ouvrage que celui dont Kaiser fait mention sous ce titre : Mélanges littéraires et philosophiques, Berlin, 1754, 2 vol. in-8° On y trouve réimp. les nos XL, XLIV et d’autres pièces.
- Catalogue raisonné de la librairie d’Étienne de Bourdeaux, Berlin, 1754-72, 8 vol. in-8°.
- La Comtesse suédoise, traduit de l’allemand de Gellert, Berlin, 1754, 2 parties in-12.
- Abrégé d’histoire universelle [par La Croze], revu, continué et enrichi de quelques notes, Gotha, 1754, in-8°, 1763, in-8° ; traduit en allemand, Gotha, 1755, in-12.
- Examen philosophique de la liaison réelle qu’il y a entre les sciences et les mœurs, Avignon, 1755, in-12. Publié d’abord dans les Mémoires de l’Académie de Berlin (1753).
- Sermons prononcés en quelques circonstances extraordinaires, Berlin, 1755, in-8°.
- Journal épistolaire, t. 1er, Berlin, 1755, in-8°.
- Lettre à M. Maty, au sujet du Mémoire de M. Eller sur l’usage du cuivre, 1756, in-12.
- Catéchisme raisonné, trad. de l’angl., avec un Discours préliminaire, Halle, 1736, in-8°.
- Essai sur le beau (par le P. André), avec un Discours préliminaire et des Réflexions sur le goût, 1756, in-8° ; Amst., 1758, in-12 ; Paris, 1763, 2 vol. in-8°.
- Mémoire concernant la conduite de la maison d’Autriche à l’égard des Protestants, trad. de l’allemand, [s.d.], in-4°.
- Le Triomphe de l’évidence, Berlin, 1756, 2 vol. in-8°.
- Sermon à l’occasion de la victoire de Prague, 1757, in-89.
- Traité des tropes, nouv. édit., Leipzig, 1757, in-8°. Réimpression de l’ouvrage de Dumarsais.
- La France littéraire ou Dictionnaire des auteurs françois vivant, corrigé et augm., Berlin, 1757, in-8». La France littéraire se publiait en France depuis 1755, mais elle passait sous silence les noms des Réfugiés français et leurs ouvrages. Formey répara ces omissions volontaires, en sorte que son ouvrage est de quelque valeur.
- Éloges des académiciens de Berlin et de divers autres savans, Paris et Berlin, 1757, 2 parties in-12. Ces éloges, où Formey prend Fontenelle pour modèle, sont au nombre de 46. Quelques-uns avaient déjà paru dans les Mémoires de l’académie de Berlin, tels ceux d’Alphonse Des Vignolles (1745), de Philippe Naudé (1746), de Du Han de Jandun (1746), de Charles-Louis de Beausobre (1753), etc.
- Principes du droit de la nature et des gens, extrait du grand ouvrage latin de M. Wolf (Amsterdam, Marc Michel Rey, 1758, 1 vol. in-quarto ou 3 vol. in-12).
- Discours sur Esaïe LVII, 21, suivi d’un Fragment philosophique sur l’état du genre humain, Berlin, 1758, in-4°.
- Sermon à l’occasion de la mort de S. A. R. le prince de Prusse, Paris et Berlin, 1758, in-8°.
- Consolations pour les personnes valétudinaires, Berlin, 1758, in-12 ; traduit en allemand., Leipzig, 1763, in-8°, et en italien.
- Discours sur le véritable principe de la grandeur d’âme, Berlin, 1758, in-4°, et dans les Mémoires de l’Académie de Berlin (1758).
- Essais philosophiques sur l’entendement humain [par Hume], traduit en français, par Merian, avec une Préface et des notes par Formey, Amsterdam, 1758, % vol. in-12.
- Les preuves de l’existence de Dieu ramenées aux notions communes, 1758, in-8° ; publié d’abord dans les Mémoires de l’Académie de Berlin (1747).
- Le Philosophe payen ou Pensées de Pline avec un commentaire littéraire et moral, Leyde, 1759, 3 vol. in-12 ; traduit en allemand, Frankfort, 1761, 3 part. in-8°.
- Principes élémentaires des Belles lettres, Berlin, 1759, in-8° ; 1763, in-12; traduit en anglais, Londres, 1765, in-12, et en italien, Naples, 1768, in-8°.
- Les Avantages de la vieillesse, Berlin, 1759, in-8° ; traduit en allemand, Berlin, 1760, in-8°.
- Lettres sur l’état présent des sciences et des mœurs, Berlin, 1759-60, 2 vol. in-8°.
- Monument à la mémoire de la fille la plus chérie, 1759, in-4°.
- De la mort, Berlin, 1759, in-8°.
- Abrégé de l’histoire de la philosophie, Amsterdam, 1760, in-8° ; traduit en allemand, Berlin, 1763, in-8°, et en anglais, Londres, 1766, in-12.
- Éloges des maréchaux de Schwerin et de Keilh, et de M. de Viereck, Berlin, 1760, in-8°.
- Éloge de Maupertuis, Berlin, 1760, in-8°.
- Réflexions sur l’éducation et en particulier sur celle des jeunes demoiselles, Berlin, 1761, in-4° ; Amsterdam, 1761, in-8°.
- Choix de Mémoires et Abrégé de l’histoire de l’Académie de Berlin, Berlin, Haude, 1761, 4 vol. in-12. « Dans ses Mémoires, lit-on dans l’Histoire philosophique de l’Académie de Prusse, on sent un peu trop le prédicateur, et l’on retrouve le savant étendu, mais superficiel. Dans ses Discours, on rencontre une agréable variété, des mots souvent fins, quelquefois énergiques, mais surtout une singulière adresse à préconiser Frédéric. »
- Éloge d’Eller, Berlin, 1762, in-8°.
- Les Vrais Intérêts de l’Allemagne, trad. de l’allemand, avec des notes relatives aux conjonctures présentes, La Haye, 1762, 3 part. in-8°.
- Sermons sur la prophétie de Jonas, Berlin, 1762, in-8°.
- Principes de morale, déduits de l’usage des facultés de l’entendement humain, Leyde, 1862-65, 4 vol. in-8° ; traduit en allemand, 2 part., Berlin, 1762, in-8°.
- Réflexions sur la liberté, trad. de l’allemand de Reinhard, Berlin, 1762, in-8° ; publié d’abord dans les Mém. de l’Académie de Berlin (1748).
- L’Esprit de Julie, 1762, in-8° ; traduit en allemand, 1762, in-8°.
- Anti-Émile, Berlin, 1762, in-8° ; trad, en allemand, Berlin, 1762, in-8°.
- Abrégé de l’histoire ecclésiastique, Amst., 1763, 2 vol. in 12 ; traduit en néerlandais par La Fontaine, La Haye, 1763-65, in-8°, et en anglais, Lond., 1766, 2 vol. in-8°.
- Éloges des comtes de Podevils et de Chtter, de MM. Jacobi, Sprssgel, Becman et Humbert, Berlin, 1763, in-8°. L’éloge du dernier avait été publié dans les Mémoires de l’Académie de Berlin (1762).
- L’Émile chrétien, Amsterdam, 1764, 2 vol. in-8°.
- Défense de la religion et de la législation pour servir de suite à l’Anti-Émile, Berlin, 1764, in-8° Texte en ligne.
- Diversités historiques, traduit du grec d’Elien et enrichies de remarques, Berlin, 1764, in-8°.
- Abrégé de toutes les sciences à l’usage des enfans de six ans à douze, Potsdam, 1764-78, 8 vol. in-8°, ou selon Quérard, Berlin, 1757-79, in-16; nouv. édit. revue et augm., Berlin, 1767, in-8°; traduit en allemand, Berlin, 1769, in-8°, et en russe, Moscou, 1764-74, in-12.
- Discours prononcés dans l’Académie de Berlin à la réception des princes de Brunsvic, 1764, in-4°.
- Introduction générale aux sciences, Amsterdam, 1764, in-12, avec une réimp. du n° XXVI. Selon d’autres, cet écrit appartient à La Martinière.
- Discours philosophiques de Maxime de Tyr, traduit du grec, Leyde, 1764. in-12.
- Discours moraux pour servir de suite au Philosophe chrétien, Berlin, 1764-65, 2 vol. in-12, traduit en allemand, Francfort, 1764-67, 2 part. in-8°.
- Principes de morale appliqués aux déterminations de la volonté, Leyde, 1765, 2 vol. in-12.
- Remarques de grammaire sur Racine, pour servir de suite à celles de l’abbé d’Olivet, avec des remarques détachées sur quelques autres écrivains du premier ordre [Voltaire, Watelet, Fontenelle, Boileau], Berlin, 1766, in-12. Publ. sous le pseudonyme de Yemrof (palindrome de son nom).
- Discours de M. Gellert sur la morale, Berlin, 1766, in-8°.
- Tableau du bonheur domestique, suivi de quelques discours sur les vérités intéressantes de la religion et de la morale, Leyde, 1766, in-8°.
- Discours sur la paix, Leyde, 1767. Composé à l’occasion du prix proposé, en 1766, par l’acad. de La Rochelle.
- Éloge de Mme Gottsched suivi du Triomphe de la philosophie par la même, Berlin, 1767, in 8°.
- Dictionnaire instructif où l’on trouve les principaux termes des sciences et des arts, t. III, Halle, 1767, in-8°.
- Histoire des Protestants, trad. de l’allemand de Hausen, Halle, 1767, in-8°.
- Sermon à l’occasion de la mort du prince de Prusse, Berlin, 1767, in-8°.
- Traité d’éducation morale sur cette question : Comment on doit gouverner l’esprit et le cœur d’un enfant pour le rendre heureux et utile, Berlin, 1767, in-8° ; Liège, 1773, in-8° ; traduit en allemand, Berlin, 1767, in-8°. Ouvrage couronné par la Société des Sciences de Harlem. Texte en ligne
- Magasin des sciences et des beaux-arts à l’usage des adolescens, Amsterdam, 1768, 2 vol. in-12.
- Consolations raisonnables et religieuses, Yverdon, 1768, in-12.
- Entretiens psychologiques, Berlin, 1769, in-8°; traduit en allemand, Berlin, 1769,
- Abrégé de physique, Berlin, 1770-72, 2 part. in-8° ; traduit en allemand, Berlin, 1770-73, 2 part. in-8°.
- Sermons sur divers textes, Leyde, 1772, selon Watt ; 1774, 2 vol. in-8°, selon Meusel.
- Journal de Pierre-le-Grand, traduit du russe, revu et publ. par Formey, 1773, in-4°.
- Éloge de Meckel, Berlin, 1774, in-8°.
- Réponse au discours de réception de M. de Zedlitz, publ. avec ce discours, Berlin, 1776, in-4o.
- Discours au grand-duc de Russie, Berlin, 1776, in-8°.
- Entretiens de morale pratique, Potsd., 1778, in-8° ; traduit en allemand, Berlin, 1778, in-8° Texte en ligne.
- Panégyrique de Frédéric II, traduit de l’allemand d’Engel, Berlin, 1781. in-8°.
- Sermon pour l’anniversaire de son entrée en fonctions, publ., à ce qu’il paraît, en français, et en allemand, Berlin, 1781, in-8°.
- Czarewitz Chlore, conte moral de main impériale et de maîtresse [Catherine II] , traduit par Formey, Berlin, 1782, in-8°.
- Éloge d’Uden, Berlin, 1783, in-8°.
- Discours sur le jubilé, Berlin, 1785, in-8°.
- Éloge de Sark, Berlin, 1786, in-8°.
- Encyclopédie des enfans, Genève, 1784, in-8° Texte en ligne sur Scientifica
- Réponses aux discours des académiciens reçus dans le cours des quatre derniers mois de l’année 1780, Berlin, 1787, in-8°.
- Discours prononcé dans l’assemblée publique de l’Acad. royale, le 28 janvier 1787, Kerl., 1787, in-8°.
- Souvenirs d’un citoyen, Berlin, 1789, 2 vol. in-8°.